# Vänneån
Vänneån är en å i Laholms & Markaryds kommuner, Sverige. Vattendraget är ett biflöde till Lagan.

## Natur och miljöpåverkan
Vattendraget har goda förutsättningar för ett rikt liv då det har mycket strömmande vatten och en kuperad botten. Det 
har tidigare varit ett viktig laxvatten, men är det inte längre då vattenkraftverken i Lagan utgör vandringshinder för laxen. Det finns eventuellt fortfarande flodpärlmussla i vattendraget. Det påverkades mycket av försurning, som bidrog till en minskad biodiversitet. Den kom dock också tidigt att kalkas för att motverka försurningen. Det är populärt för flugfiske.